# Llados
Amadeo Lladós Sánchez-Toscano (Tres Cantos, Madrid, 27 de juliol de 1991), més conegut com a Llados (sic, sense accent), és un influencer d'origen espanyol que resideix a Miami. És notable per les acusacions d'haver creat una secta viral de caràcter comercial/motivacional i d'estafa piramidal a través d'Internet. Va ser denunciat en una macroquerella per estafa piramidal i delicte d'odi, encara que la denúncia va ser desestimada.
A les xarxes socials mostra una vida suposadament exitosa fent ostentació de cotxes d'alta gamma, diners, dones, mansions, rellotges cars, iots recreatius i tota mena de luxes.

## Orígens
Lladós prové d'una família acomodada.
Va créixer a Soto de Viñuelas, una urbanització pertanyent a Tres Cantos, el sisè municipi més ric de la Comunitat de Madrid, amb una renda neta mitjana anual per habitant de 19.686 euros.
Va estudiar fins a batxillerat al col·legi privat King's College de la localitat tricantina, i després va estudiar periodisme en una universitat privada i, sense acabar la carrera, la va abandonar per viatjar a Austràlia. En aquell país va iniciar els seus vídeos sobre fitness, per després passar a continguts de mentoratge i els suposats secrets per fer-se milionari.

## Acusacions de secta
La influencer Rocío Vidal Menacho, més coneguda a les xarxes com a gata de Schrödinger (en referència a l'experiment mental del Gat de Schrödinger), es va infiltrar en un dels seus cursos i va afirmar:
«Ha creat una secta de pensament positiu combinat amb una idolatria cap a un ésser superior, que és ell, i amb un mètode infal·lible per guanyar diners que és una estafa piramidal».
La psicòloga Claudia Nicolasa va denunciar en un vídeo la suposada secta de Lladós.
Segons l'expert en sectes Miguel Perlado:
 «Llados mostra un comportament sectari, a mig camí entre influencer tòxic i gurú del coneixement personal i econòmic, amb el missatge salvífic centrat en el compte bancari». 

## Acusacions d'estafa piramidal
Lladós hauria creat una xarxa d'afiliats que obtindrien guanys econòmics venent i promocionant el seu contingut, obtenint un percentatge dels ingressos i, al seu torn, intentant captar més afiliats.

## Ingressos i tributació a Hisenda
Segons el mitjà espanyol la Sexta, Amadeo Lladós faria maniobres per no tributar correctament a Hisenda. Suposadament, cobra 1.800 € per alumne en algunes de les modalitats de cursos que comercialitza. Rocío Vidal afirma que hi hauria més de 8.500 persones en el programa d'afiliats, cadascuna de les quals pagaria 50 euros al mes a Lladós. Segons el programa Equipo de investigación es paguen 20.000 € per les seves mentoríes. Alguns dels seus afiliats afirmen haver pagat 1.000 € per ser afiliats vitalicis. Els guanys per un dels seus esdeveniments podrien arribar als 100.000 €.